# Немковичи (Гродненская область)
Немко́вичи (бел. Нямковічы) — деревня в Дятловском сельсовете Дятловского района Гродненской области Белоруссии. По переписи населения 2009 года в Немковичах проживало 8 человек. Площадь населённого пункта составляет 8,26 га, протяжённость границ — 1,7 км.

## География
Немковичи расположены в 5 км к северо-западу от Дятлово, 137 км от Гродно, 20 км от железнодорожной станции Новоельня. К деревне примыкает Немковичское водохранилище на реке Вязовке площадью 14,6 га. Ближайшими населёнными пунктами являются деревни Трухоновичи, Мировщина и Апалино-Басино. К деревне подходит автомобильная дорога местного значения Н20502 Трухоновичи — Немковичи.

## История
В 1624 году упоминаются в составе Вензовецкой волости во владении Сапег.
Согласно переписи населения 1897 года Немковичи — деревня в Пацевской волости Слонимского уезда Гродненской губернии (14 домов, 74 жителя). В 1905 году — 80 жителей.
В 1921—1939 годах Немковичи находились в составе межвоенной Польской Республики. В этот период деревня относилась к сельской гмине Пацевщина Слонимского повята Новогрудского воеводства. В сентябре 1939 года Немковичи вошли в состав БССР.
В 1996 году Немковичи входили в состав Вензовецкого сельсовета и колхоза «Заря». В деревне насчитывалось 9 хозяйств, проживало 20 человек.
13 июля 2007 года деревня была передана из Вензовецкого в Дятловский сельсовет.